# Бондар Володимир Налькович
Володимир Налькович Бондар — український політик та економіст, кандидат економічних наук (доктор філософії).

## Біографія
Народився 16 жовтня 1968 року в Луцьку.
У 1996 році закінчив історичний факультет Волинського національного університету імені Лесі Українки. У 2007 році — Волинський державний університет ім. Лесі Українки. Факультет післядипломної освіти (економіка).
- 1985—1986 роки — учень СПТУ № 9 міста Луцька.
- 1986 року — слюсар Державного підшипникового заводу № 28, місто Луцьк.
- 1986—1988 роки — служба в армії, в/ч 47425.
- 1989—1991 роки — електромонтер 3-го розряду Державного підшипникового заводу 28, місто Луцьк.
- 1991—1996 роки — студент Луцького педагогічного інституту імені Лесі Українки (Волинський державний університет імені Лесі Українки).
- 1995—1997 роки — в.о. провідного спеціаліста відділу молоді управління у справах молодіжної політики, фізичної культури, спорту і туризму Волинської обласної державної адміністрації. Провідний спеціаліст відділу організаційно-методичної роботи Центру соціальних служб для молоді, місто Луцьк.
- 1998—2000 роки — завідувач відділу у справах неповнолітніх та молоді виконкому Луцької міської ради.
- 2000—2001 роки — заступник начальника управління з питань внутрішньої політики Волинської облдержадміністрації.
- з 4 вересня 2001 року по 2002 рік — директор Центру муніципальних реформ «Луцьк-1432», заступником директора став Сосновський Антон Павлович. Далі, у 2002-2003 роках директором цього центру був Мартинюк Олександр Іванович, а з 2003 року директором центру був Пархом'юк Анатолій Іванович.
- 4 лютого 2005 — 15 листопада 2007 роки — голова Волинської облдержадміністрації[2][3].
- Квітень — листопад 2008 року — радник Президента України[4][5].

Радник Президента України (поза штатом) (листопад 2008 — березень 2010); 
Відомий як голова Волинського обласного об'єднання студіюючої молоді «Зарево» (на платформі ОУН-мельниківців) у 1995—1997 рр., відколи його замінив Тертичний Юрій Вікторович. З критикою діяльності Бондаря, як пособника влади на цій посаді, виступив Гіль Олександр Сидорович (1973-2011) у своєму історико-політичному дослідженні «Історія волинського «Зарева» (Луцьк, 2001); також тогочасну діяльність Бондаря, як провокаційну, критикували колишні лідери мельниківців м. Луцька Головацький Юлій Миколайович (1926-2000), Собчук Володимир Степанович, та Білий Юрій Петрович. 
Далі Бондар відомий, як голова правління Центру громадських молодіжних організацій Волині «Наша справа» у 1995—2002 рр. Тоді, на початку 1995 року, асоціація об’єднувала лише три молодіжні організації — студентську спілку “Зарево”, фундацію імені В’ячеслава Липинського і мистецьку організацію “Веселий млин”. Надалі центр “Наша справа”, який очолив Стемковський Владислав Володимирович, об’єднав 22 молодіжні організації області. 
Також Бондар став першим керівником Волинської обласної організації партії "Реформи і порядок" (у 1997—2004 рр.), його заступником у цей період був Мартинюк Олександр Іванович, 1974 року народження, депутат Луцької міськради в 1998-2002 роках. За участю Бондаря 19 квітня 1999 року було створено Волинську обласну "Асоціацію молодих реформаторів", яку очолив Сосновський Антон Павлович, обраний у 2002 р. за підтримки Бондаря депутатом Луцької міськради. 
У 2003 році Бондар заснував разом зі своїм другом Олександром Мартинюком Волинський обласний благодійний фонд муніципального економічного розвитку «МЕР», директором став Мартинюк. .
З 2005 по 2008 рік – голова Волинської обласної організації партії «Народний союз Наша Україна», за списком цієї партії був обраний депутатом Волинської облради (2006—2010), член постійної комісії з питань бюджету, фінансів, майна, спільної власності територіальних громад сіл, селищ, міст області. Почесний голова правління Центру громадських молодіжних організацій Волині «Наша справа».
З 2008 р. — голова Волинської обласної організації Єдиного Центру; заступник голови Партії, член Президії Єдиного Центру; заступниками голови Волинської обласної організації у 2008-2010 роках були Загрева Борис Юхимович та Гузь Ігор Володимирович. . Але 2011 року Бондар вийшов з цієї партії.
На місцевих виборах 2010 року балотувався на посаду Луцького міського голови, але знявся з виборчих перегонів за тиждень до дня голосування. Також балотувався у депутати Волинської обласної ради у списку партії «Єдиний Центр», але безуспішно.
З 2013 по 2014 рік – координатор Волинської обласної громадської організації «Третя Українська Республіка».
У травні 2014 року – координатор громадської ініціативи «Волинь за Петра Порошенка».
На позачергових парламентських виборах 2014 року балотувався у депутати Верховної Ради України від Блоку Петра Порошенка «Солідарність» по одномандатному округу, але зазнав поразки.
На місцевих виборах 2015 року балотувався у депутати Волинської обласної ради 7-го скликання від Блоку Петра Порошенка «Солідарність» в територіальному виборчому окрузі №32. За результатами волевиявлення отримав 49,22% голосів, знову став депутатом обласної ради. 
З 2016 року до 25 вересня 2019 року працював на посаді заступника голови Державного агентства лісових ресурсів України (у 2017-2019 роках - як виконуючий обовязки голови на посаді заступника), куди його прийняв на роботу тогочасний керівник агентства Ковальчук Олександр Петрович. Після Ковальчука, з 30 червня 2016 року по 22 листопада 2017 року головою Держлісагентства була Юшкевич Христина Василівна. Згідно протоколу №35 засідання Кабінету міністрів України від 18 травня 2017 року, Христину Юшкевич було звільнено з посади голови Державного агентства лісових ресурсів України як "такої, що не пройшла випробування у зв'язку з встановленням невідповідності її займаній посаді, виявленій за результатами випробування". .
З того часу Юшкевич була виконуючою обовязки голови, а вже 22 листопада 2017 року в. о. голови Держлісагентства був призначений Бондар.
Після звільнення з Держлісагентства, у 2019-2020 роках Бондар працював старшим науковим співробітником Інституту агроекології і природокористування Національної академії аграрних наук України, також займався написанням кандидатської дисертації.
На місцевих виборах 25 жовтня 2020 року Бондар балотувався у депутати Волинської обласної ради 8-го скликання від політичної партії «За Майбутнє» (24-й номер у єдиному списку, 1-й номер у виборчому списку в територіальному виборчому окрузі №6). За результатами волевиявлення набрав 2067 голосів, обраний депутатом Волинської обласної ради. .
17 лютого 2021 року постановою вченої ради Інституту агроекології і природокористування НААН був затверджений кандидатом економічних наук  (доктором  філософії) після захисту дисертації на тему: "Організаційно-інституціональні  механізми  управління лісогосподарським  виробництвом  на  засадах  ринкової  економіки. Дисертація  на  здобуття наукового  ступеня  кандидата економічних  наук  (доктора  філософії)  за спеціальністю 051 – економіка, галуззю знань 05 – соціальні та поведінкові науки. Інститут агроекології і природокористування НААН, Київ, 2020". .

## Парламентська діяльність
Народний депутат України 4-го скликання, обраний по виборчому округу № 22
Волинська область. Член партії «Реформи і порядок» (Фракція «Наша Україна»). Член Комітету Верховної Ради України з питань державного будівництва та місцевого самоврядування.

## Нагороди та звання
Державний службовець 1-го рангу (з жовтня 2005). Орден «За заслуги» III (жовтень 1999), II ступенів (грудень 2007). Орден Данила Галицького (жовтень 2008).